# La Décollation de saint Jean-Baptiste (Le Caravage)
La Décollation de saint Jean-Baptiste (en italien Decollazione di san Giovanni Battista) est un tableau de Caravage peint en 1608 et conservé dans la co-cathédrale Saint-Jean à La Valette à Malte.

## Historique
Le tableau fut commandé par le grand maître de l'ordre de Saint-Jean de Jérusalem, pour être placé en retable dans l'oratoire Saint-Jean, chapelle des novices de l'ordre. Il est probable que Caravage paya ainsi son accès au noviciat. Le tableau ne quitta jamais son emplacement originel, destiné à l'éducation religieuse des novices, aux réunions des Chevaliers, mais aussi au secours spirituel des condamnés à mort. 
Le jour de l'inauguration du tableau, jour de la fête du saint-patron de l'ordre, Caravage n'assiste pas à la cérémonie, arrêté le jour même pour la rixe du 18 août 1608.[réf. nécessaire]

## Sujet
La Décollation de Jean-Baptiste est un épisode du Nouveau Testament qui relate l'exécution du saint. Selon Marc, Hérode, excédé, fait arrêter Jean et « le fait lier en prison ». Sa femme Hérodiade veut faire tuer Jean mais Hérode Antipas le protège, car il le « [connaît] pour un homme juste et saint » et « [l'écoute] avec plaisir ». Salomé, la fille d'Hérodiade demande pour sa mère la tête de Jean Baptiste présentée sur un plateau. Hérode, fort attristé, envoie cependant un garde décapiter Jean dans sa prison, placer sa tête sur un plateau et la présenter à Salomé, qui l'offre à sa mère Hérodiade. Caravage respecte l'ordre des épisodes bibliques en réalisant ensuite Salomé avec la tête de saint Jean-Baptiste (1607) et Salomé avec la tête de saint Jean-Baptiste (1609) qui en sont les étapes suivantes.

## Description

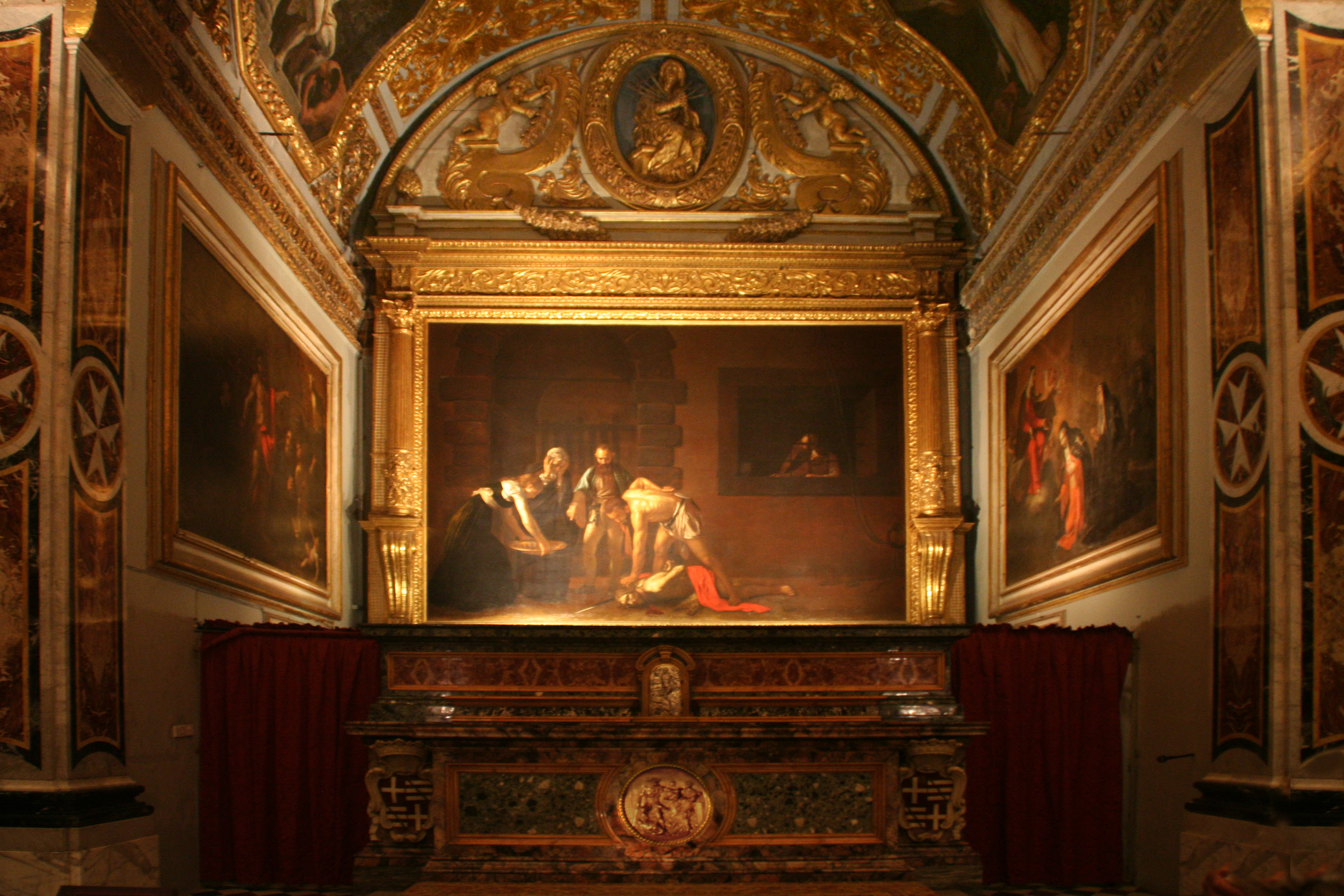
Oratoire de la co-cathédrale Saint-Jean à La Valette.

La  représentation habituelle, qui expose la tête du saint détachée du corps et transmise à Salomé qui la porte ensuite sur un plateau, est ici, dans ce tableau, traduite par Caravage, qui immobilise souvent l'action, à un moment très précis : le bourreau va terminer son office commencé avec une épée (qu'on remarque par terre), en donnant, à saint Jean-Baptiste plaqué à terre encore drapé de sa cape rouge, et dont la tête est encore dans l'axe du corps, le coup de grâce avec un petit poignard qu'il tient encore dans son dos de la main droite. Le geôlier placé au centre (trousseau de clefs à la ceinture), montre du doigt le plateau destiné à recevoir la tête ; il est tenu par Salomé placée à gauche ; entre les deux, une vieille servante se prend la tête entre les mains, en signe de terreur. La scène se déroule dans la cour de la prison, qui laisse apercevoir sur la droite, une fenêtre barrée, par laquelle deux prisonniers assistent, de loin, à l'exécution. Jean semble paradoxalement plus solitaire encore dans cette scène de groupe que dans tous les tableaux précédents dont il était la seule figure. Tous les regards convergent vers son corps ligoté, allongé et placé en pleine lumière au centre du tableau ; mais ses yeux sont déjà clos, et sa tête détournée par le poing du bourreau n'offre plus le regard habité des œuvres plus anciennes. La peau de bête qui le désigne couramment est tout juste visible ; la scène est suffisamment explicite sans qu'il soit besoin de définir précisément le personnage, notamment du fait de la présence de Salomé et du plateau.

## Analyse
La scène, placée traditionnellement dans la cour d'une prison, figure les détails de la cour devant le palais du grand maître de l'Ordre des chevaliers de Malte, à La Valette. Les membres de l'ordre peuvent ainsi s'approprier la scène dans leur époque.
La signature du peintre (qui est assez rare dans ses œuvres) est tracée dans le sang même de la victime sainte, libellée « Fra' Michel Angelo », titre qui rappelle son admission récente, le 14 juillet 1608, parmi les novices des chevaliers de l'ordre de Saint-Jean de Jérusalem.

## Postérité
La peinture fait partie du musée imaginaire de l'historien français Paul Veyne, qui le décrit dans son ouvrage justement intitulé Mon musée imaginaire.